# Morville-lès-Vic
Morville-lès-Vic é uma comuna francesa na região administrativa de Grande Leste, no departamento de Mosela. Estende-se por uma área de 8,14 km². Em 2010 a comuna tinha 125 habitantes (densidade: 15,4 hab./km²).